# Сарыкаябашы
Мыс Сарыкаябашы (азерб. Sarıqayabaşı burnu) или мыс Сары-Бога (азерб. Sarı Boğa burnu) — мыс на востоке Азербайджана. Расположен на западном берегу Каспийского моря, к востоку от устья реки Сумгаит.

## География
Мыс сложен из глины, мергеля и доломитов миоцена. Поверхность территории песчанная, здесь расположен пляж.